# Грен, Иван Иванович
Иван Иванович (Йоханнес) Грен (эст. Johannes Green; 13 (25) декабря 1898, Феллин — 19 сентября 1960, Москва) — советский военный деятель, учёный в области морской артиллерии, вице-адмирал (17.06.1942).
Член РКП(б) с 1918 года.

## Биография
- 1914—1917 — юнга Кронштадтской школы Российского флота, школы комендоров и учебных классов артиллерийских унтер-офицеров Балтийского флота, на учебных кораблях «Николаев», «Верный», «Пётр Великий», тральщике «Аргунь», эсминце «Азард».
- 1918 — начал службу в РККФ.
- 1922 — окончил Курсы командного состава флота по артиллерийской специальности.
- 1922—1923 — вахтенный начальник, затем артиллерист эсминца «Карл Маркс».
- 1925 — окончил Высшие специальные курсы усовершенствования командного состава флота.
- 1925—1926 — флагманский артиллерист штаба бригады эсминцев Балтийского флота.
- 1926—1930 — флагманский артиллерист Морских сил Балтийского моря.
- 1930—1931 — командующий береговой обороной Крымского укрепленного района Черноморского флота.
- 1931—1935 — командир и комиссар Крымского укрепленного района Черноморского флота (Крымского района Береговой обороны ЧФ).
- 1935—1941 — начальник Артиллерийского научно-исследовательского морского института (АНИМИ).
- 1941—1943 — начальник артиллерии морской обороны Ленинграда, затем начальник артиллерии Балтийского флота.
- 1943—1945 — главный артиллерист Управления боевой подготовки Главного штаба ВМФ.
- 1945—1946 — начальник Управления боевой подготовки флота — заместитель начальника Главного штаба ВМФ.
- 1947—1960 — начальник Академических курсов офицерского состава Военно-морской ордена Ленина академии им. К. Е. Ворошилова.
- март 1960 — вышел в отставку.

Похоронен на Новодевичьем кладбище.

## Награды
- 2 ордена Ленина
- 4 ордена Красного Знамени
- Орден Нахимова I степени
- Юбилейная медаль «XX лет Рабоче-Крестьянской Красной Армии» (22.02.1938)
- Медаль «За оборону Ленинграда»
- Медаль «За победу над Германией в Великой Отечественной войне 1941—1945 гг.»[1]
- Медаль «За победу над Японией»
- Карманные часы от Петроградского совета за участие в обороне Петрограда в составе сводного отряда курсантов Училища командиров флота (впоследствии ВМУ им. Фрунзе)
- Именные золотые часы за отличное состояние боевой и политической подготовки подчиненной части (1934)

## Воспоминания современников
Артиллерией флота командовал контр-адмирал И. И. Грен. Иван Иванович запомнился мне ещё со времен училища, где он преподавал нам свой любимый предмет — артиллерию. В хорошо оборудованном кабинете курсанты досконально изучали материальную часть, а в специальном зале осваивали искусство управления артиллерийским огнём. Это было в середине двадцатых годов. А двадцать лет спустя учитель и его ученики держали боевой экзамен уже не в учебных залах, а на огневых позициях, отражая натиск врага. И. И. Грен показал себя в Ленинграде превосходным специалистом и организатором. Как-то с командующим флотом В. Ф. Трибуцем мы наблюдали за работой наших батарей, которым было приказано подавить вражеские орудия, обстреливавшие город. Грену понадобилось всего несколько минут, чтобы точным огнём морской артиллерии заставить замолчать дальнобойную батарею противника. — Кузнецов Н.Г. Курсом к победе

Контрбатарейная борьба осложнялась тем, что часто огонь приходилось вести на предельных дистанциях. В такой ситуации быстро и точно засечь вражеские артиллерийские позиции — первейшее условие. Где только ни устраивались наши артиллерийские разведчики: на чердаках мясокомбината и Дворца Советов, на эллинге завода имени Жданова и многоэтажных жилых домах в Автово, на соснах в лесу ораниенбаумского плацдарма и правого берега Невы! Контр-адмирал И. И. Грен бывал почти на всех этих точках, лично изучал систему наблюдения за врагом и расположение его батарей. — В. Ф. Трибуц. Балтийцы сражаются. — М.: Воениздат, 1985. — С. 339.

Грен был образованным, знающим артиллеристом флота. Его авторитет в области артиллерии был непререкаем в глазах, как высшего начальства, так и всех рядовых артиллеристов флота. Неслучайно Грен занимал высшие артиллерийские должности на флоте, а в годы Великой Отечественной войны был начальником всей артиллерии КБФ. Все позиции батарей блокированного Ленинграда были выбраны им — Греном. Очень сложные и ответственные рекогносцировочные работы по выбору мест для всех батарей на островах Эзель и Даго также были проведены Иваном Ивановичем, как председателем различных комиссий артиллерийских специалистов. Причём всё это делалось без шума, без всякой помпы, очень скромно. Грен был не только большой практик артиллерии. Он любил и научную сторону артиллерии. Так, мне неоднократно, как начальнику штаба флота, приходилось слушать Ивана Ивановича на занятиях высшего командного состава и его доклады как члена ВНО (военно-научного общества). Все эти выступления по вопросам использования морской артиллерии в бою отличались знанием докладчиком фактического материала и чёткими выводами. — Пантелеев Ю.А. Письмо в Музей ДКБФ в связи с изданием книги «Адмирал Иван Грен»

Огромным авторитетом среди сотрудников института пользовался Иван Иванович Грен, сменивший П. П. Шешаева на посту директора. Он длительное время командовал Крымским укрепленным районом и был крупным специалистом береговой артиллерии. И хотя у него не было инженерного образования, в технических вопросах он ориентировался хорошо. И. И. Грен долгие годы руководил ЛАНИМИ, очень многое сделал для развития научных исследований и укрепления связей института с производством. Он внес большой вклад в организацию обороны Ленинграда в годы Великой Отечественной войны.

Человеком И. И. Грен был твердым, истину ценил превыше всего и принципами своими никогда не поступался. — Д. Ф. Устинов. Во имя Победы

## Увековечение имени
Именем И. И. Грена названы:

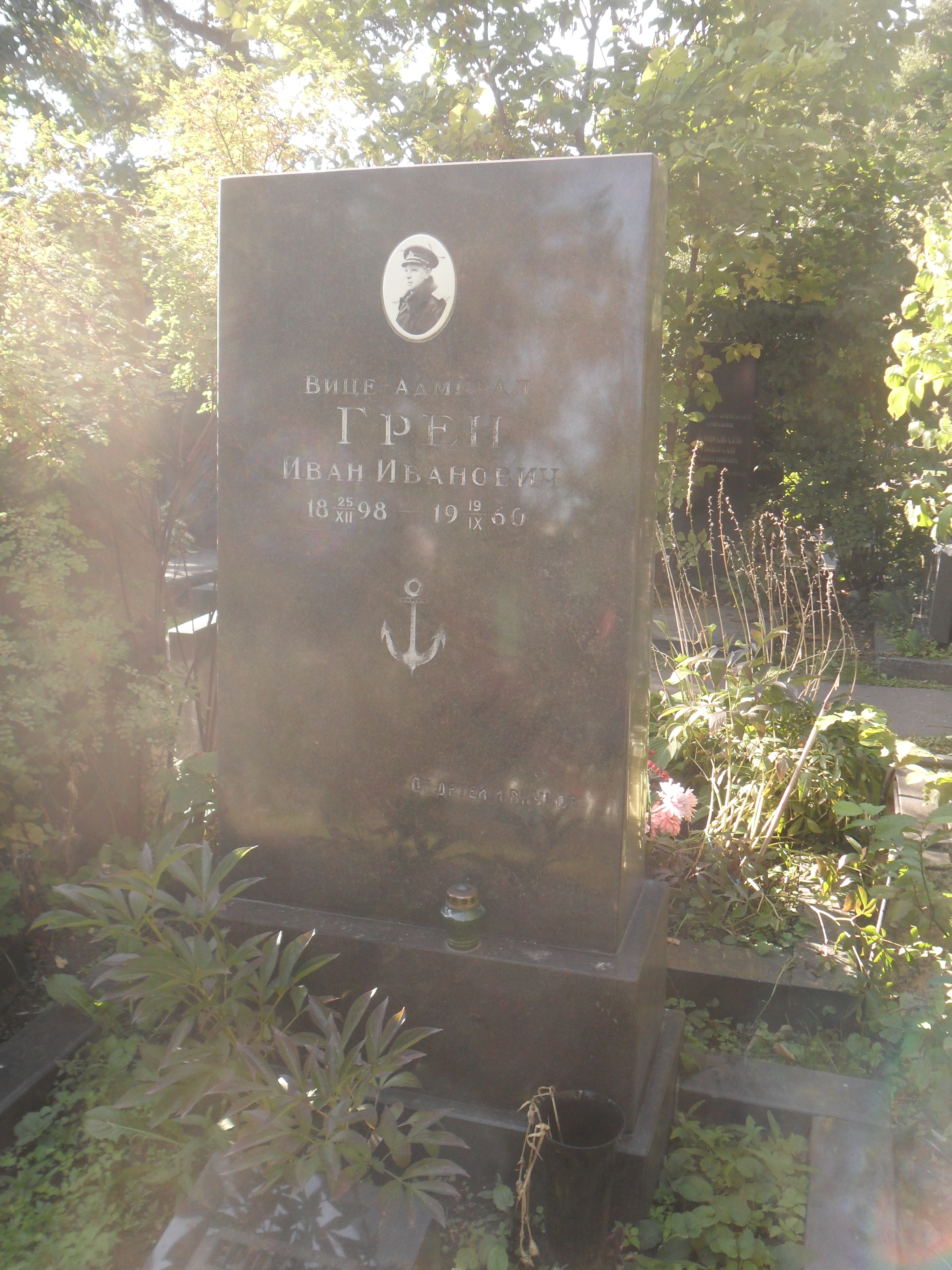
Могила Грена на Новодевичьем кладбище Москвы.

- рыболовный морозильно-мукомольный рыболовный траулер БММРТ-186 (БМРТ типа «Лучегорск» (пр.394РМ)), построенный ССЗ «Балтия» в г. Клайпеда (спущен на воду в 1974-75г);
- большой десантный корабль проекта 11711, заложенный 23 декабря 2004 года на Прибалтийском судостроительном заводе «Янтарь» (заводской номер 01301). Входит в состав Северного флота ВМФ России.